# Priyanshu Chatterjee
Priyanshu Chatterjee (প্রিয়াংশু চ্যাটার্জী; ur. 20 lutego 1973 w Delhi), były model, aktualnie aktor bollywoodzki grający w hindi. Nominowany dwukrotnie do nagród za swój debiut w 2002 roku w Tum Bin. W 2007 roku zagrał w bengalskim filmie Bidhaatar Lekha u boku Hrishitaa Bhatt i Jeet, wyreżyserowany przez Raja Mukherjee.
Żonaty z Malini Sharma od 1997 do 2001 (rozwód)

## Filmografia
| Film          | Rok  | gra z                                         | Rola             | Język |
| ------------- | ---- | --------------------------------------------- | ---------------- | ----- |
| Bhoothnath    | 2008 | Juhi Chawla, Shah Rukh Khan, Amitabh Bachchan | Vijay Nath       | hindi |
| Tum Bin       | 2001 | Sandali Sinha                                 | Shekhar Malhotra | hindi |
| Dil Ka Rishta | 2003 | Aishwarya Rai                                 | Raj              | hindi |
| Pinjar        | 2003 | Urmila Matondkar                              | Trilok           | hindi |
| Julie         | 2004 | Neha Dhupia                                   | ?                | hindi |
| Madhoshi      | 2004 | Bipasha Basu                                  | Arpit Oberoi     | hindi |
| Utthaan       | 2006 | Neha Dhupia                                   | Prashant         | hindi |